# Вестбери (Њујорк)
Вестбери (енгл. Westbury) град је у америчкој савезној држави Њујорк.

## Демографија
По попису из 2010. године број становника је 15.146, што је 883 (6,2%) становника више него 2000. године.
| Група             | 2000.         | 2010.         |
| Белци             | 7.358 (51,6%) | 6.645 (43,9%) |
| Афроамериканци    | 3.230 (22,6%) | 3.308 (21,8%) |
| Азијати           | 673 (4,7%)    | 906 (6,0%)    |
| Хиспаноамериканци | 2.689 (18,9%) | 4.128 (27,3%) |
| Укупно            | 14.263        | 15.146        |